# メグナ川
メグナ川（ - がわ、英語: Meghna River, ヒンディー語: मेघना नदी, ベンガル語: মেঘনা নদী） ）は、インド東部に発しバングラデシュ東部を流れてガンジス川と合流し、ベンガル湾に注ぐ河川である。ガンジス川・ブラマプトラ川に次ぐバングラデシュ第3の大河であり、これら3河川は同国の大部分を占める広大な三角州（デルタ）地帯を形成している。
インド・マニプル州に源を有するバラク川（en:Barak River）が、バングラデシュ北東部のシレット（Sylhet）でスルマ川（en:Surma River）とクシヤラ川（en:Kushiyara River）に分流し、両河川はマルクリ付近で再度合流するが、この地点から下流がメグナ川と名付けられている。バングラデシュ国内における流域面積は20,500平方kmである｡

## 事故
2014年5月15日、ダッカ管区ムンシゴンジ県内にて、200人以上を乗せた連絡船が転覆して多数の死者、行方不明者を出した。正確な乗船者数は不明。

## 脚注

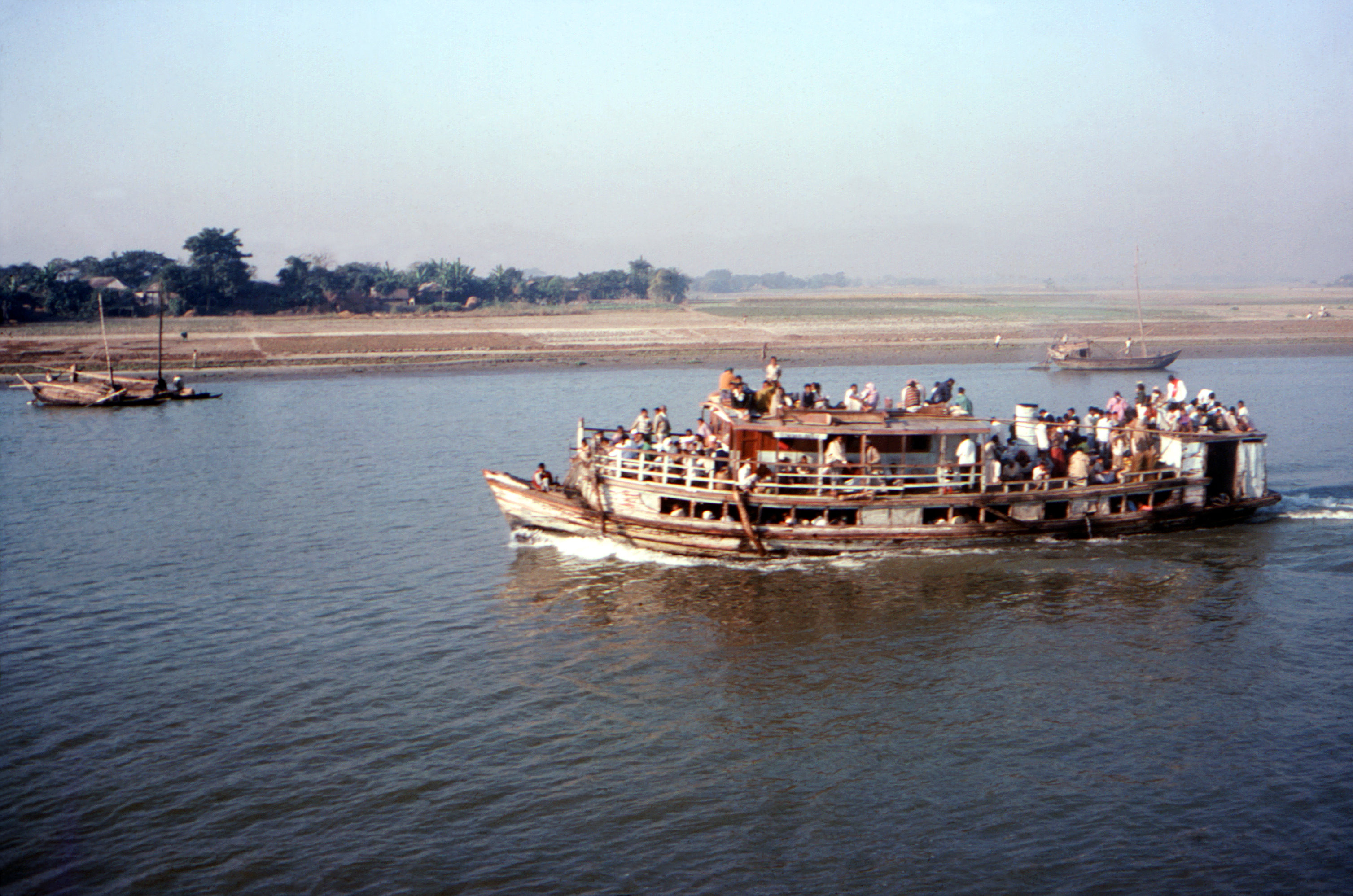
メグナ川の渡し船、バングラデシュ、1975年12月撮影
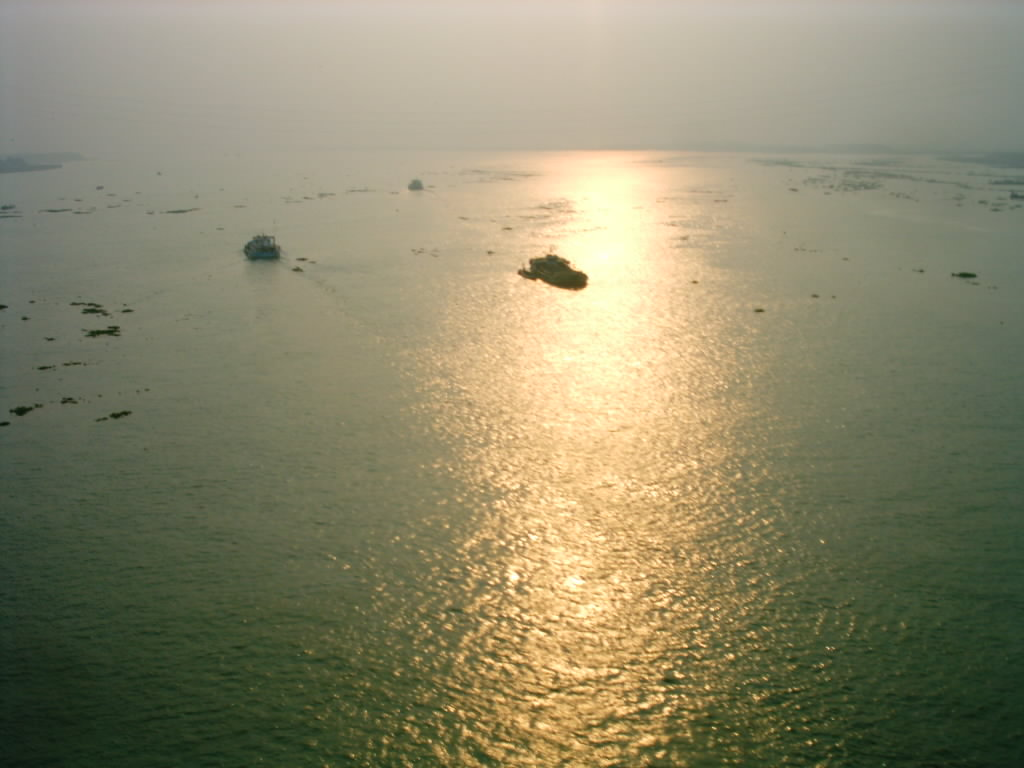
メグナ川風景、2006年5月撮影
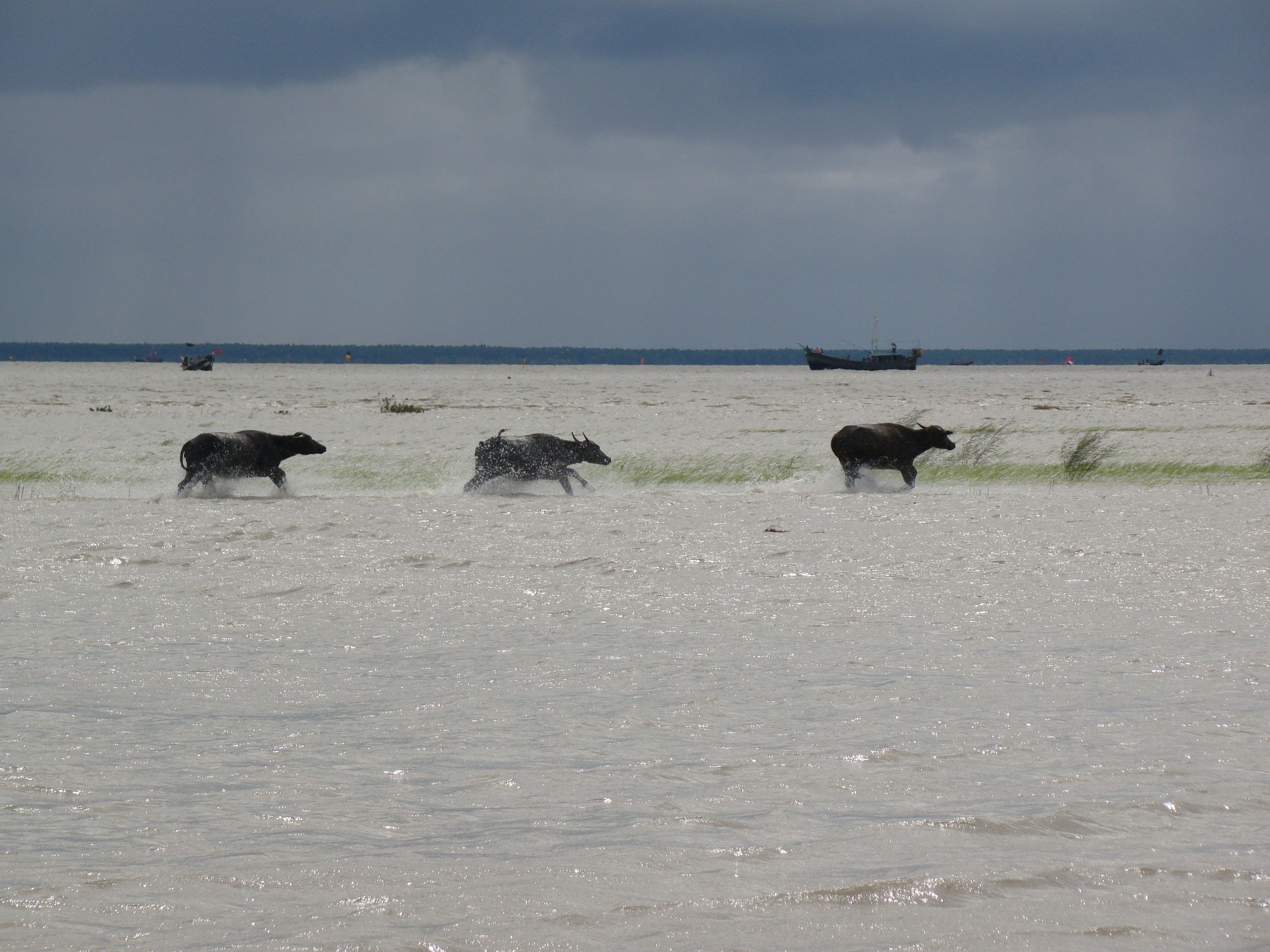
メグナ川風景、2008年4月撮影